# جيم جود
جيم جود هو دبلوماسي كندي، ولد في 1947.